# Ентоні Сантасьєр
Ентоні Едвард Сантасьєр (англ. Anthony Edward Santasiere; 9 грудня 1904, Нью-Йорк — 13 січня 1977, Голлівуд (Флорида), США) — американський шахіст. Переможець відкритого чемпіонату США 1945 року. Учасник радіоматчу СРСР — США 1945 року.
На його честь у США дебют 1.Кf3 d5 2.b4 (ECO: A06) називають «дурість Сантасьєра» (англ. Santasiere's Folly), який, за здогадками, шахіст уперше зіграв випадково, коли замість пішака «c» (див. дебют Реті) торкнувся пішака «b».

## Кар'єра
Народився в Нью-Йорку в багатодітній сім'ї італійсько-французького походження, був 12-м із 13 дітей. Закінчив школу «Townsend Harris» в окрузі Квінз, а пізніше — нью-йоркський Сіті Коледж. За навчання у такому престижному закладі заплатив знаний у місті діяч Елрік Мен, який очолював «Marchall Chess Club». Улітку Сантасьєр жив у маєтку Мена, де серед іншого, розвинув інтерес до шахів.
Одна з перших згадок про 16-літнього шахового таланта датується 1921 роком, коли йому вручили спеціальний приз за 100-відсотковий результат у командних змаганнях Міської ліги (Metropolitan League).
4-разовий чемпіон штату Нью-Йорк (1928, 1930, 1946 і 1956), 6-разовий чемпіон Marchall Chess Club (уперше — 1922-го, коли Ентоні було 17 років), чемпіон Нової Англії 1943 року.
Найвищим національним трофеєм Сантасьєра була перемога у відкритому чемпіонаті США 1945 року у Піорії, який, однак відбувся без провідних шахістів країни.
Деякі основні турнірні результати:
- Американський шаховий конгрес, 1923 — 13-14-те місця[8]
- Нью-Йорк, 1931 — 7-ме місце[9]
- Сірак'юс, 1934 — 9-10-те місця (з Фредом Райнфельдом)[10]
- відкритий чемпіонат США 1936 — 7-8-ме місця[11]
- відкритий чемпіонат США 1937 — 12-те місце[12]
- відкритий чемпіонат США 1938 — 5-те місце[11]
- відкритий чемпіонат США 1939 — 5-6-те місця (із Г. Сейдменом)
- відкритий чемпіонат США 1943 — 2-ге місце[11]
- відкритий чемпіонат США 1944 — 2-ге місце[11]
- Нью-Йорк (чемпіонат США), 1951 — 6-7-ме місця (із Сідні Бернстайном)[13]
- Тампа (відкритий чемпіонат США), 1952 — 10-15-те місця[13]
- Мілан, 1953 — 1-2-ге місця (з Джузеппе Прімаверою)[13]
- Оклахома-Сіті (відкритий чемпіонат США), 1956 — 9-15-те місця[13]

Видав кілька шахових книг, був багатолітнім редактором «American Chess Bulletin», допомагаючи Герману Гелмсу, хоча лише прізвище Гелмса фігурувало у відповідному розділі.
За спогадами колег, був справжнім шаховим романтиком, прихильником красивого, відкритого стилю гри. Прославився майстром гострого слова в журналістиці, через що його стиль мав як багато симпатиків, так і критиків. Натомість вірші, які писав Сантасьєр, були не надто високої якості з мистецької точки зору
Працював учителем математики у школах Бронксу (середня школа Анджело Патрі та інші). Був музичним і мистецьким критиком, у вільний час грав на піаніно, малював картини, писав вірші та дитячі твори.
Ентоні Сантасьєр не був одруженим, із 1961 року припинив викладання в школі та переїхав до Флориди, де мешкав із молодшим партнером, Гектором.